# Чаманначче
Чаманначче (фр. Ciamannacce, корс. Ciamannaccia) — коммуна во Франции, находится в регионе Корсика. Департамент коммуны — Южная Корсика. Входит в состав кантона Тараво-Орнано. Округ коммуны — Аяччо.
Код INSEE коммуны — 2A089.

## Население
Население коммуны на 2008 год составляло 132 человека.
| 1962 | 1968 | 1975 | 1982 | 1990 | 1999 | 2008 |
| ---- | ---- | ---- | ---- | ---- | ---- | ---- |
| 144  | 160  | 132  | 115  | 93   | 134  | 132  |

## Экономика
В 2007 году среди 64 человек в трудоспособном возрасте (15—64 лет) 34 были экономически активными, 30 — неактивными (показатель активности — 53,1 %, в 1999 году было 42,6 %). Из 34 активных работали 31 человек (22 мужчины и 9 женщин), безработных было 3 (1 мужчина и 2 женщины). Среди 30 неактивных 3 человека были учениками или студентами, 12 — пенсионерами, 15 были неактивными по другим причинам.
В 2008 году в коммуне насчитывалось 64 домохозяйства, в которых проживало 132 человек, медиана доходов составляла 10 948 евро на одного человека.